# フランコ・ヴェラルデ
フランコ・ヴェラルデ（Franco Velarde、1994年11月4日 - ）は、スーペル・ラグビー・アメリカス、セルクナムに所属するラグビーユニオン選手。

## プロフィール
- チリ出身[1]。
- ポジションはウィング(WTB)。
- 身長 185cm、体重 90kg
- チリ代表キャップは16（2025年2月現在）でラグビーワールドカップ2023のチリ代表に選ばれた[2]。

## 略歴
VOBGSを経て、2024年、セルクナムに加入。